# Thyez
Thyez – miejscowość i gmina we Francji, w regionie Owernia-Rodan-Alpy, w departamencie Górna Sabaudia.
Według danych na rok 1990 gminę zamieszkiwało 4109 osób, a gęstość zaludnienia wynosiła 419 osób/km² (wśród 2880 gmin regionu Rodan-Alpy Thyez plasuje się na 210. miejscu pod względem liczby ludności, natomiast pod względem powierzchni na miejscu 1136.).